# Regard (vision)
Pour les articles homonymes, voir Regard (homonymie).

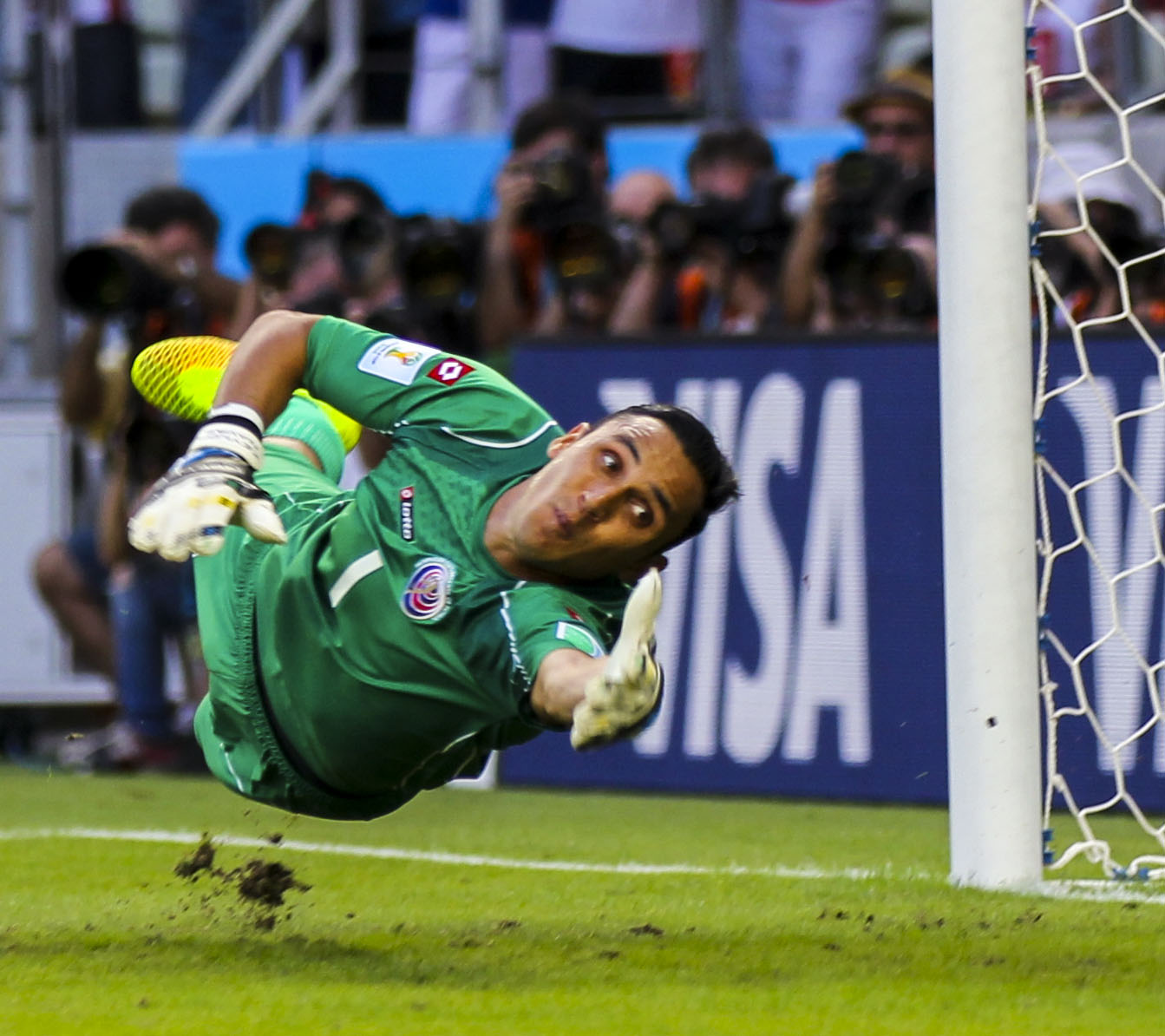
Le regard sert à diriger la vision pour la prise d'information.

Le regard, ou la fovéation, est la direction des yeux vers un objet lors de la prise d'information ainsi que les yeux eux-mêmes. Le regard consiste en une succession de mouvements oculaires vers les centres d'intérêt. 
Le regard est aussi un support important de la communication entre individus y compris chez de nombreuses espèces animales. 
L'étude du regard sous l'angle de l'éthologie et de la psychologie expérimentale s'intéresse à la fois au geste moteur lui-même (les mouvements des yeux), à la façon dont on explore les scènes visuelles par le regard, ainsi qu'à l'influence du regard sur le comportement d'autrui et dans la cognition sociale en général.

## Le regard comme source d'information

### Utilité
Le regard a une importance particulière pour l'être humain car son acuité visuelle est réduite sur une très petite portion de la rétine appelée fovéa. Ainsi la prise d'information lors de l'analyse d'une scène visuelle impliques des mouvements oculaire complexes.  

### Contrôle du regard
Le contrôle du regard se fait par trois paires de muscles :
- droit supérieur (lat. rectus superior) et droit inférieur (lat. rectus inferior) ;
- droit médian (ou droit interne ; lat. rectus medialis) et droit latéral (ou droit externe ; lat. rectus lateralis) ;
- oblique supérieur (ou grand oblique ; lat. obliquus superior) et oblique inférieur (ou petit oblique ; lat. obliquus inferior).

## Le regard comme communication non verbale

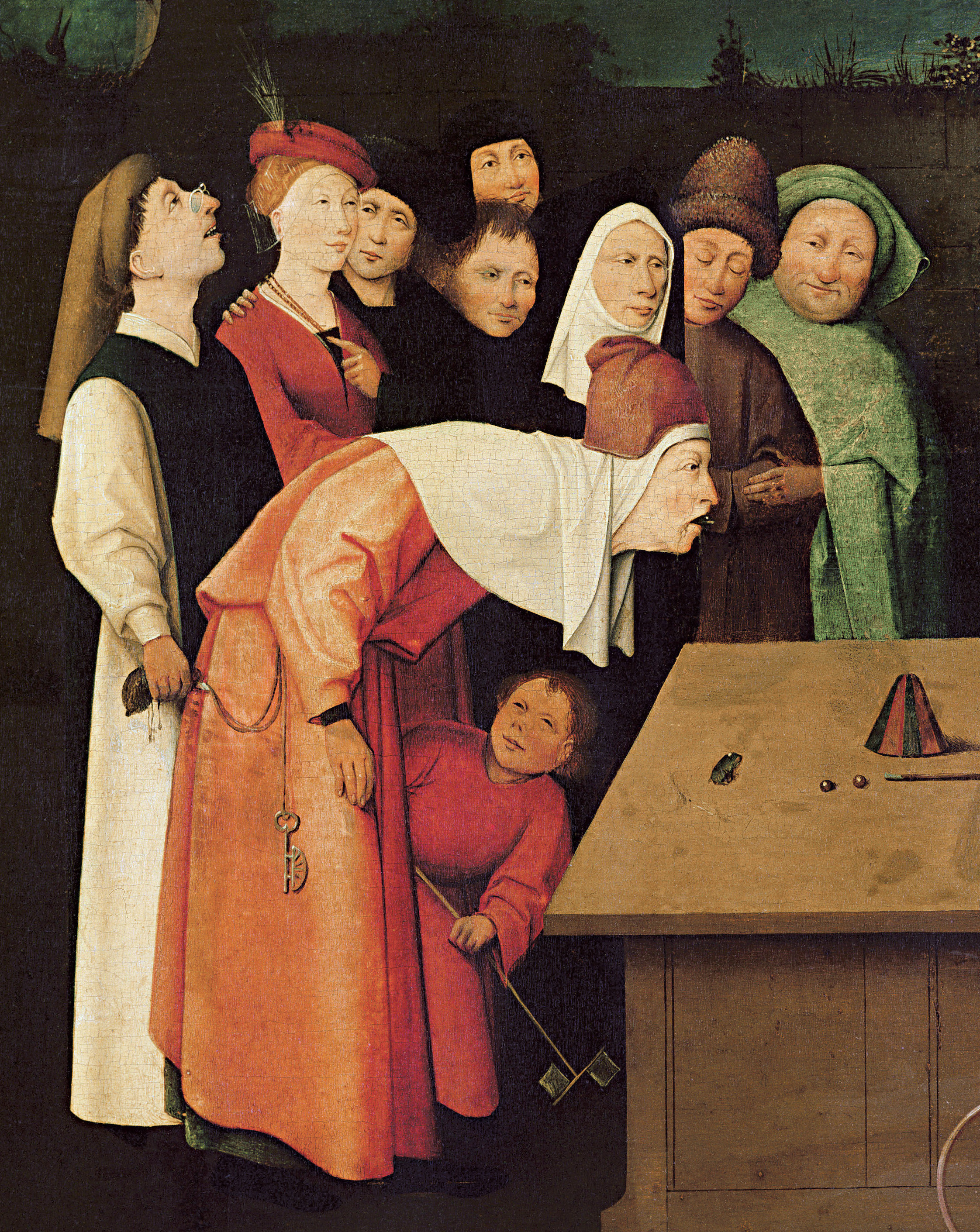
Détail de L'Escamoteur de Jérôme Bosch.

Le regard donne l'information de l'objet de l'attention d'une personne mais aussi sur l'intensité de l'attention porté. Ainsi le regard est un élément de communication non verbal important. 
Le regard est un des canaux de communication précoces entre mère et petit chez la plupart des mammifères primates.
Comme le dit la comptine : « Je te tiens, tu me tiens, par la barbichette… ». Éviter un regard, détourner le regard, baisser les yeux, fixer quelqu'un, etc. sont chez l'Humain des éléments importants de la communication non verbale, dont le sens et l'importance ou la valeur de code de politesse, de communication, d'agressivité varient selon les époques et les cultures et le contexte.

### Dans les arts

Autoportrait dit Le Désespéré de Gustave Courbet.

Dans les arts plastiques, sculpture, peinture, photographie, cinéma, etc., le regard est un élément important des portraits, autoportraits et gros plans du visage et de la représentation de relations entre différents personnages et/ou leur environnement. 

### Applications médicales
Chez les paralysés, le regard est souvent le dernier moyen de communication. Dans le domaine de l'intelligence artificielle ou de l'intelligence ambiante, via des détecteurs de mouvements des yeux on cherche à permettre à une personne, éventuellement handicapée, de commander un ordinateur, d'y écrire. En 2010, un prototype de voiture a été testé, uniquement conduit par le regard,.